# 444 v.Chr.

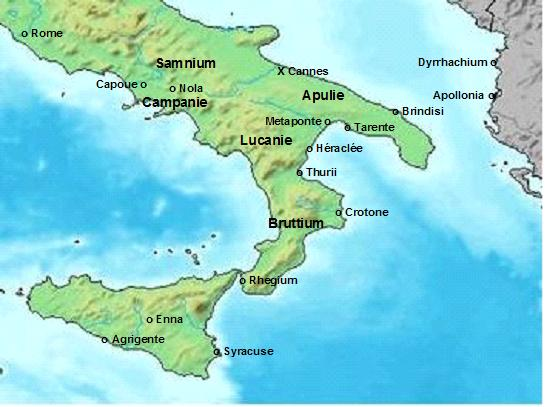
Ligging van Thurii (Zuid-Italië)

Het jaar 444 v.Chr. is een jaartal volgens de christelijke jaartelling.

## Gebeurtenissen

### Griekenland
- Op initiatief van Perikles wordt in Thurii, het zuiden van Italië, een nieuwe Griekse kolonie gesticht.
- Protagoras wordt uitgenodigd door de Atheners om voor de nieuwe kolonie de wetten op te stellen.

### Italië
- In Rome worden voor drie maanden consulaire tribunen aangesteld. (waarschijnlijke datum)

## Geboren
- Agesilaüs II (~444 v.Chr. - ~360 v.Chr.), koning van Sparta
- Conon (~444 v.Chr. - ~392 v.Chr.), Atheens vlootvoogd
- Thrasybulus (~444 v.Chr. - ~388 v.Chr.), Atheens staatsman en veldheer